# Jeff Karstens
Pour les articles homonymes, voir Karstens.
Jeffrey Wayne Karstens (né le 24 septembre 1982 à San Diego, Californie, États-Unis) est un lanceur droitier de baseball ayant évolué dans la Ligue majeure de 2006 à 2012. 

## Carrière

### Yankees de New York
Après des études secondaires à la Mount Miguel High School de Spring Valley (Californie), Jeff Karstens est drafté le 5 juin 2000 par les Expos de Montréal au 45e tour de sélection. Il repousse l'offre et suit des études supérieures au Grossmont Junior College puis à l'Université de Texas Tech où il porte les couleurs des Texas Tech Red Raiders en 2003.  
Karstens rejoint les rangs professionnels à l'issue de la draft du 3 juin 2003 par les Yankees de New York au 19e tour de sélection. Il signe son premier contrat professionnel le 11 juin 2003. 
Il passe trois saisons en Ligues mineures avant d'effectuer ses débuts en Ligue majeure le 22 août 2006 avec les Yankees. 

### Pirates de Pittsburgh
Jeff Karstens est transféré chez les Pirates de Pittsburgh avec les lanceurs Daniel McCutchen, Ross Ohlendorf et le voltigeur Jose Tabata le 25 juillet 2008 en retour du voltigeur Xavier Nady et du lanceur Dámaso Marté. Karstens est lanceur partant pour neuf parties de Pittsburgh en 2008, remporte deux victoires contre six défaites et présente une moyenne de points mérités de 4,03.

#### Saison 2009
Déjà lanceur partant chez les Yankees, Karstens figure au cinquième rang de l'ordre des lanceurs partants des Pirates à l'ouverture de la saison 2009. Il n'effectue que 13 sorties comme partant et est réaffecté en Triple-A le 30 novembre 2009. 

#### Saison 2010
Il prend part à l'entraînement de printemps 2010 des Pirates comme invité puis commence la saison avec les Indianapolis Indians en Triple-A. Karstens est rappelé en Ligue majeure le 27 avril et s'impose alors dans la rotation des lanceurs partants des Pirates. Pour une équipe qui connaît une saison misérable, Karstens ne remporte que trois décisions et 10 défaites sont portées à sa fiche. Sa moyenne de points mérités atteint 4,92 en 122 manches et deux tiers lancées. Il est lanceur partant dans 19 matchs sur 26.

#### Saison 2011
Lanceur partant dans 26 de ses 30 parties jouées en 2011, Karstens remporte 9 victoires contre 9 défaites et affiche une bonne moyenne de points mérités de 3,38 en 162 manches et un tiers lancées.

#### Saison 2012
Sa saison 2012 est marquée par des blessures à l'épaule, à l'aine et à la hanche. Il effectue 15 départs et 4 sorties en relève au cours desquels il maintient une moyenne de points mérités de 3,97 en 90 manches et deux tiers lancées, avec 5 victoires et 4 revers.
Devenu agent libre, il signe le 17 janvier 2013 un nouveau contrat de 2,5 millions de dollars pour un an avec les Pirates. Il ne revient cependant pas dans les majeures et se retire après avoir brièvement joué en ligues mineures en 2013.

## Statistiques
| Saison | Équipe     | G  | GS | CG | SHO | V  | D  | SV | IP    | SO  | ERA   |
| ------ | ---------- | -- | -- | -- | --- | -- | -- | -- | ----- | --- | ----- |
| 2006   | NY Yankees | 8  | 6  | 0  | 0   | 2  | 1  | 0  | 42.2  | 16  | 3,80  |
| 2007   | NY Yankees | 7  | 3  | 0  | 0   | 1  | 4  | 0  | 14.2  | 5   | 11,05 |
| 2008   | Pittsburgh | 9  | 9  | 1  | 1   | 2  | 6  | 1  | 51.1  | 23  | 4,03  |
| 2009   | Pittsburgh | 39 | 13 | 0  | 0   | 4  | 6  | 0  | 108.0 | 52  | 5,42  |
| 2010   | Pittsburgh | 26 | 19 | 0  | 0   | 3  | 10 | 0  | 122.2 | 72  | 4,92  |
| Totaux | Totaux     | 89 | 50 | 1  | 1   | 12 | 27 | 1  | 339.1 | 168 | 5,07  |

Note : G = Matches joués ; GS = Matches comme lanceur partant ; CG = Matches complets ; SHO = Blanchissages ; 
V = Victoires ; D = Défaites ; SV = Sauvetages ; IP = Manches lancées ; SO = Retraits sur des prises ; ERA = Moyenne de points mérités.